# Punalur
Punalur là một thành phố và khu đô thị của quận Kollam thuộc bang Kerala, Ấn Độ.

## Địa lý
Punalur có vị trí 9°00′B 76°56′Đ / 9°B 76,93°Đ Nó có độ cao trung bình là 56 mét (183 feet).

## Nhân khẩu
Theo điều tra dân số năm 2001 của Ấn Độ, Punalur có dân số 47.226 người. Phái nam chiếm 49% tổng số dân và phái nữ chiếm 51%. Punalur có tỷ lệ 84% biết đọc biết viết, cao hơn tỷ lệ trung bình toàn quốc là 59,5%: tỷ lệ cho phái nam là 85%, và tỷ lệ cho phái nữ là 82%. Tại Punalur, 10% dân số nhỏ hơn 6 tuổi.